# هايز ترافيل
هايز ترافيل هي سلسلة وكلاء سفريات مستقلة يقع مقرها الرئيسي في سندرلاند بإنجلترا. هي أكبر وكيل سفريات مستقل في المملكة المتحدة. كوكيل مستقل، تستخدم هايز ترافيل منظمي رحلات آخرين في المملكة المتحدة لتوفير حزم العطلات للعملاء.
تأسست هايز ترافيل في عام 1980 على يد جون هايز.

## روابط خارجية
- الموقع الرسمي